# پروسولتیامین
پروسولتیامین (INN؛ همچنین به عنوان تیامین پروپیل دی‌سولفید یا TPD؛ ی با نام تجاری Jubedel) یک مشتق دی‌سولفید تیامینی است که در دهه ۱۹۵۰ در ژاپن از سیر کشف شد و یک همولوگ از آلیتیامین است. این ماده به عنوان درمانی برای کمبود ویتامین B۱ تولید شد. به عنوان یک درمان بالقوه برای عفونت با ویروس تی-لنفوتروپیک انسانی (HTLV) مورد مطالعه قرار گرفته‌است، زیرا مشخص شده که باعث کاهش بار ویروسی و علائم آن می‌شود.